# روبرت كيرنز
روبرت كيرنز (بالإنجليزية: Robert Kerns)‏ هو مغني أوبرا ومغني أمريكي، ولد في 1933 في ديترويت في الولايات المتحدة، وتوفي في 19 فبراير 1989.

## وصلات خارجية
- روبرت كيرنز على موقع IMDb (الإنجليزية)
- روبرت كيرنز على موقع ميوزك برينز (الإنجليزية)
- روبرت كيرنز على موقع أول ميوزيك (الإنجليزية)
- روبرت كيرنز على موقع ديسكوغز (الإنجليزية)
- روبرت كيرنز على موقع قاعدة بيانات الفيلم (الإنجليزية)